# Золоторіченськ
Золоторі́ченськ (рос. Золотореченск) — селище міського типу у складі Олов'яннинського району Забайкальського краю, Росія. Адміністративний центр та єдиний населений пункт Золоторіченського міського поселення.

## Населення
Населення — 1442 особи (2010; 2033 у 2002).